# HD 37124 c
HD 37124 c – planeta pozasłoneczna okrążająca gwiazdę HD 37124. Odkryta w 2005 r. metodą pomiaru zmian prędkości radialnej gwiazdy jako trzecia planeta w tym układzie.
HD 37124 c to gazowy olbrzym, okrążający swą gwiazdę w ciągu około 885 dni w średniej odległości 1,71 au, czyli dalej niż Mars obiega Słońce. Masa minimalna tej planety to 0,65 mas Jowisza.